# Überfall im Wandschrank
Überfall im Wandschrank ist eine US-amerikanische Horror-Komödie aus dem Jahr 1986. Der Film ist auch unter den Alternativtiteln Ein Krümelmonster ist im Haus und Monster! bekannt.

## Handlung
Der Reporter Richard Clark und seine Freundin, die Wissenschaftlerin Diane Bennett, untersuchen eine Mordserie in dem kleinen Städtchen Chestnut-Hill in Kalifornien. Der Mörder ist ein Monster, das nachts immer wieder aus dem Wandschrank kommt und gegen jede Waffe immun ist. Panik bricht aus und das Militär zeigt seine Machtlosigkeit, nachdem der letzte Versuch scheiterte, das Monster mithilfe eines modernen Lasers zu stoppen. Clark gerät in die Gewalt des Monsters und muss ihm mit nach San Francisco folgen. Derweil hat man begriffen, dass das Monster all seine übernatürliche Energie aus den Wandschränken holt, weswegen man beginnt, diese im ganzen Land zu zerstören. Dadurch wird das Monster immer schwächer, bis es auf den Straßen von San Francisco stirbt.

## Kritik
„Einfältiger Versuch einer Grusel-Persiflage, der aus Mangel an zündender Ironie wie eine Kopie des hausbackenen Horrorfilms der 50er Jahre wirkt.“

„Gerade, wenn man sich in den Film hineinversetzt hat, gehen dem Autor Dahlin die Ideen und das Gas aus, sodass er nur noch Feuerwerk nutzt“

## Hintergrund
Der Film hatte seine Weltpremiere am 15. Mai 1986 auf den Internationalen Filmfestspielen von Cannes 1986. In Deutschland lief der Film am 14. April 1988 in den Kinos und ist seit August 1988 auf VHS und seit dem 25. September 2002 auf DVD erhältlich.